# Cyprus op de Olympische Winterspelen 1980
Tijdens de Olympische Winterspelen van 1980, die in Lake Placid (Verenigde Staten) werden gehouden, nam Cyprus voor de eerste keer deel.

## Deelnemers en resultaten

### Alpineskiën
| Olympiër              | Discipline       | Resultaat | Prestatie                          |
| --------------------- | ---------------- | --------- | ---------------------------------- |
| Andreas Pilavakis     | reuzenslalom (m) | dq-2      | diskwalificatie run 2              |
| Andreas Pilavakis     | slalom (m)       | 37e       | 2.54,42 (+1.10,16) 1.30,64+1.23,78 |
| Philippos Xenophontos | reuzenslalom (m) | 54e       | 3.38,09 (+57,35) 1.49,52+1.48,57   |
| Philippos Xenophontos | slalom (m)       | 36e       | 2.44,16 (+59,90) 1.25,19+1.18,97   |
|                       |                  |           |                                    |
| Lina Aristodimou      | reuzenslalom (v) | 33e       | 3.36,85 (+55,19) 1.39,78+1.57,07   |
| Lina Aristodimou      | slalom (v)       | dnf-1     | opgave run 1                       |

Andorra · Argentinië · Australië · België · Bolivia · Bondsrepubliek Duitsland · Bulgarije · Canada · China · Costa Rica · Cyprus · Duitse Democratische Republiek · Finland · Frankrijk · Griekenland · Groot-Brittannië · Hongarije · IJsland · Italië · Japan · Joegoslavië · Libanon · Liechtenstein · Mongolië · Nederland · Nieuw-Zeeland · Noorwegen · Oostenrijk · Polen · Roemenië · Sovjet-Unie · Spanje · Tsjecho-Slowakije · Verenigde Staten · Zuid-Korea · Zweden · Zwitserland